# جيمس بيكفورد (رياضي)
جيمس بيكفورد (بالإنجليزية: James Beckford) مواليد 9 يناير 1975 في أنتيغوا وباربودا، هو لاعب قفز ثلاثي جامايكي. شارك في دورة الألعاب الأولمبية وحصل على الميدالية الفضية.

## سجل المنافسة
| العام | المسابقة                                    | المكان                             | المركز | حدث           | ملاحظة |
| ----- | ------------------------------------------- | ---------------------------------- | ------ | ------------- | ------ |
| 1995  | بطولة العالم لألعاب القوى 1995              | غوتنبرغ, السويد                    | 2      | القفز الطويل  |        |
| 1995  | بطولة العالم لألعاب القوى 1995              | غوتنبرغ, السويد                    | 6      | القفز الثلاثي |        |
| 1995  | نهائي الجائزة الكبرى لألعاب القوى 1995      | مونت كارلو, موناكو                 | 3      | القفز الطويل  |        |
| 1996  | الألعاب الأولمبية الصيفية 1996              | أتلانتا (جورجيا), الولايات المتحدة | 2      | القفز الطويل  |        |
| 1997  | بطولة العالم لألعاب القوى داخل الصالات 1997 | باريس, فرنسا                       | 5      | القفز الطويل  |        |
| 1997  | بطولة العالم لألعاب القوى 1997              | أثينا, اليونان                     | 4      | القفز الطويل  |        |
| 1997  | الألعاب الجامعية الصيفية 1997               | قطانية, إيطاليا                    | 2      | القفز الطويل  |        |
| 1997  | نهائي الجائزة الكبرى لألعاب القوى 1997      | فوكوكا (فوكوكا), اليابان           | 2      | القفز الطويل  |        |
| 1998  | ألعاب النوايا الحسنة 1998                   | نيويورك, الولايات المتحدة          | 3      | القفز الطويل  |        |
| 1998  | ألعاب أمريكا الوسطى والكاريبي 1998          | ماراكايبو, فنزويلا                 | 2      | القفز الطويل  |        |
| 1999  | بطولة العالم لألعاب القوى داخل الصالات 1999 | مايه-باشي, اليابان                 | 5      | القفز الطويل  |        |
| 2000  | الألعاب الأولمبية الصيفية 2000              | سيدني, أستراليا                    | 9      | القفز الطويل  |        |
| 2001  | بطولة العالم لألعاب القوى 2001              | إدمونتون, كندا                     | 7      | القفز الطويل  |        |
| 2001  | ألعاب النوايا الحسنة 2001                   | بريزبان, أستراليا                  | 1      | القفز الطويل  |        |
| 2001  | نهائي الجائزة الكبرى لألعاب القوى 2001      | ملبورن, أستراليا                   | 4      | القفز الطويل  |        |
| 2003  | بطولة العالم لألعاب القوى داخل الصالات 2003 | برمنغهام (إنجلترا), إنجلترا        | 6      | القفز الطويل  |        |
| 2003  | بطولة العالم لألعاب القوى 2003              | باريس, فرنسا                       | 2      | القفز الطويل  |        |
| 2003  | نهائي ألعاب القوى العالمي 2003              | مونت كارلو, موناكو                 | 7      | القفز الطويل  |        |
| 2004  | بطولة العالم لألعاب القوى داخل الصالات 2004 | بودابست, المجر                     | 2      | القفز الطويل  |        |
| 2004  | الألعاب الأولمبية الصيفية 2004              | أثينا, اليونان                     | 4      | القفز الطويل  |        |
| 2004  | نهائي ألعاب القوى العالمي 2004              | مونت كارلو, موناكو                 | 5      | القفز الطويل  |        |
| 2005  | بطولة العالم لألعاب القوى 2005              | هلسنكي, فنلندا                     | 9      | القفز الطويل  |        |
| 2005  | نهائي ألعاب القوى العالمي 2005              | مونت كارلو, موناكو                 | 3      | القفز الطويل  |        |
| 2006  | بطولة العالم لألعاب القوى داخل الصالات 2006 | موسكو, روسيا                       | 6      | القفز الطويل  |        |
| 2006  | نهائي ألعاب القوى العالمي 2006              | شتوتغارت, ألمانيا                  | 7      | القفز الطويل  |        |
| 2007  | بطولة العالم لألعاب القوى 2007              | أوساكا, اليابان                    | 6      | القفز الطويل  |        |
| 2008  | بطولة العالم لألعاب القوى داخل الصالات 2008 | بلنسية                             | 6      | القفز الطويل  |        |

## روابط خارجية
- جيمس بيكفورد على موقع الاتحاد الدولي لألعاب القوى (الإنجليزية)
- جيمس بيكفورد على موقع اللجنة الأولمبية الدولية (الإنجليزية)
- جيمس بيكفورد على موقع أوليمبيديا (الإنجليزية)